# Bobonaro (tỉnh)
Bobonaro (tiếng Bồ Đào Nha: Distrito Bobonaro) là một trong 13 quận của Đông Timor. Đây là một trong hai quận cực tây trên nửa phía đông của đảo Timor. Quận có dân số là 82.385 (điều tra 2004) và diện tíc là 1.368 km². Các xã trong quận là Atabae, Balibó, Bobonaro, Cailaco, Lolotoi (cũng viết là Lolotoe) và Maliana. Trong tiếng Bồ Đào Nha, quận cũng được gọi bằng tên tương tự; tuy nhiên thủ phủ là Vila Armindo Monteiro, nay được gọi với tên Bobonaro.
Biển Savu nằm ở phía bắc của Bobonaro. Quận có ranh giới với Liquiçá ở phía đông bắc, Ermera ở phía đông, Ainaro ở phía đông nam, và Cova-Lima ở phía nam. Phí tây là tỉnh Đông Nusa Tenggaracủa Indonesia.
Thủ phủ của Bobonaro là đô thị lớn thứ tư tại Đông Timor, Maliana. Năm 2004 đô thị có dân số là 13.200. Đô thị cách thủ đô Dili 149 km về phía tây nam. Hai đô thị lớn tiếp theo của quận là Bobonaro (cũng được gọi là Aubá), với 6.700 người; và Lolotoi với 3.800 người.
Mota'ain, East Timor's main road border crossing into Indonesia's West Timor, is located in this district.
Quận là một điểm đến du lịch tại Timor, do có những đồi núi cùng với các suối nước nóng, nhưng đã phải trải qua nhiều xung đột trong chiến tranh. Balibó, cách 16 km từ biên giới với Indonesia, Human Rights Watch ước tính có 70% đã bị phá hủy trong các hoạt động quân sự trước khi Đông Timor tổ chức trưng cầu dân ý. Đây cũng là nơi 5 nhà báo Úc bị giết chết (Balibo Five) bởi các lực lượng Indonesia vào tháng 10 năm 1975 khi Indonesia xâm nhập Timor thuộc Bồ Đào Nha.
Ngoài hai ngôn ngữ chính thức là Tetum và Bồ Đào Nha, có một số lượng lớn người Bobonaro nói tiếng Bunak và Kemak thuộc Nhóm ngôn ngữ Mã Lai-Đa Đảo.
|  |  |